# Batalla de Autun
La batalla de Autun (532) tuvo lugar entre los ejércitos de los francos, encabezados por los reyes Childeberto I y Clotario I, y el de los burgundios, al frente del que estaba el rey Gundemaro III. La batalla fue ganada por los francos, lo que supuso el final de la independencia del reino de los burgundios.

## Antecedentes
Ya en la primera guerra de Burgundia (523-524), los tres hijos de Clodoveo I, Clodomiro, Childeberto I y Clotario I habían conquistado y ocupado Burgundia. Dejaron una guarnición y se llevaron al rey Segismundo y su familia como prisioneros a Orleans. Uno de los hermanos de Segismundo, Gundemaro III, su sucesor, logró armar un ejército con sus aliados, los ostrogodos (el rey Segismundo estaba casado con Ostrogoda, una hija ilegítima de Teodorico el Grande). Como consecuencia de esa revuelta, en la que los burgundios masacraron a los francos que habían quedado a cargo de Vienne, Clotario hizo arrojar a un pozo a Segismundo y sus dos hijos,  Gisald y Gondebaud, el 1 de mayo de 524. Los francos organizaron una segunda expedición que se saldó con la victoria en la Batalla de Vézeronce. Luego intentaron en vano mantener el dominio sobre las tierras de los burgundios, que gracias al apoyo de sus aliados ostrogodos lograron recuperarse. 
Tras la muerte del rey ostrogodo Teodorico el Grande en el año 526, los ostrogodos emprendieron la conquista de Italia y muchos de ellos abandonaron la Burgundia. Siguió un período de debilitamiento de la relación con los ostrogodos, que hizo que los burgundios quedasen sin aliados. Fue el momento elegido por Childeberto I y Clotario I para volver a intentar conquistar la Burgundia e imponer su dominio. 
Ambos ejércitos se encontraron en Autun y el rey Gundemaro III no contó esta vez con el auxilio ostrogodo. Sufrió una severa derrota y a partir de ese momento, Burgundia fue correinada por ambos reyes. Formará parte del Imperio de los francos, conservando parte de su derecho como pueblo y una cierta independencia en los venideros reinos de Neustria y Austrasia. 
Tras la muerte de Teodorico I de Austrasia en 534, su hijo Teodeberto I hereda sus posesiones, entre ellas Burgundia, que a partir del año 534 será en adelante gobernada por reyes francos de la dinastía merovingia.